# إنو دي بي
إنو دي بي (بالإنجليزية: InnoDB)‏ هو محرك تخزين لنظام إدارة قواعد البيانات ماي إس كيو إل وماريا دي بي. منذ إصدار MySQL 5.5.5 في عام 2010، حلت محل ماي إسام كنوع جدول MySQL الافتراضي. يوفر ميزات المعاملات القياسية المتوافقة مع أسيد، إلى جانب دعم المفتاح الخارجي (تكامل مرجعي معبر). يتم تضمينه كمعيار في معظم الثنائيات التي توزعها MySQL AB، باستثناء بعض إصدارات OEM.

## وصلات خارجية
- الموقع الرسمي